# デイトン郡区 (アイオワ州シーダー郡)
デイトン郡区は、アメリカ合衆国、アイオワ州、シーダー郡にある17の郡区の一つである。2000年の国勢調査で、人口は1282人だった。

## 地理
デイトン郡区は、94.6平方キロメートル（36.54平方マイル)で、Clarenceが含まれる。
アメリカ地質調査所によると、この郡区はClarenceとDayton ValleyとOnion Grove (historical)とSaint Johnsの4つの霊園が含まれる。